# Tracheoides modesta
Tracheoides modesta là một loài bướm đêm trong họ Noctuidae.